# Rhinomalus rufirostris
Rhinomalus rufirostris is een keversoort uit de familie dwergschorskevers (Laemophloeidae). De wetenschappelijke naam van de soort werd in 1833 gepubliceerd door Chevrolat.